# V1494 Aquilae

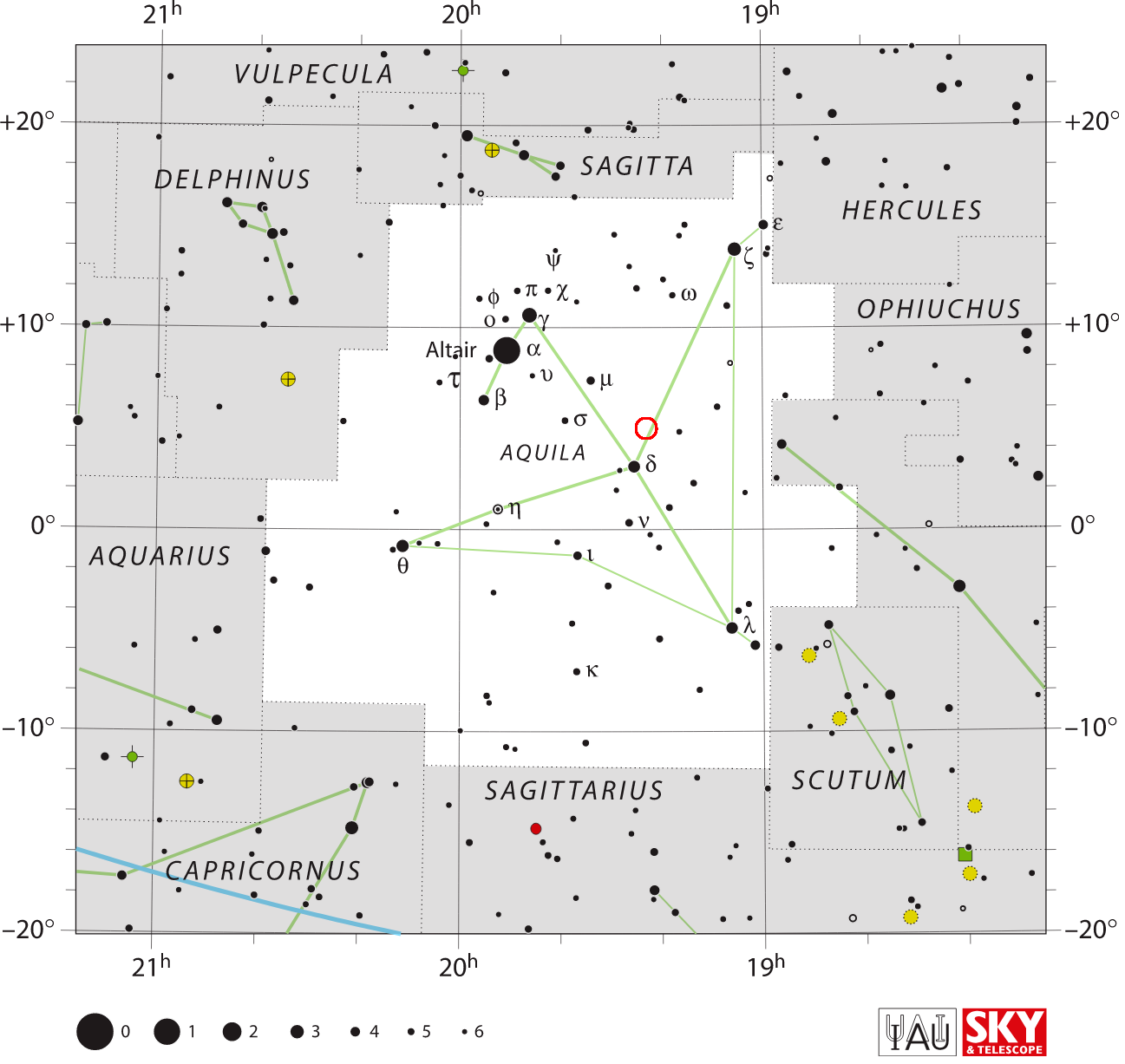
Carte montrant la localisation de V1494 Aquilae (entourée en rouge)

V1494 Aquilae (ou Nova Aquilae 1999) était une nova qui fut détectée pour la première fois le 1er décembre 1999 par Alfredo Pereira (Cabo da Roca, Portugal) dans la constellation de l'Aigle, à une distance d'environ 5 degrés de l'étoile delta Aquilae. Elle atteignit une magnitude minimale (correspondant à une luminosité maximale) de 3,6 mag, soit une augmentation de luminosité de 70 000 fois.

## Coordonnées
- Ascension droite : 19h 23m 05,38s
- Déclinaison : +04° 57' 20,1"